# Сизая (село)
Си́зая — село в Шушенском районе Красноярского края. Административный центр Сизинского сельсовета.

## География
Село находится на правом берегу реки Енисей, на расстоянии примерно 42 км (по прямой) к юго-западу от посёлка Шушенское, административного центра района.

### Климат
Климат резко континентальный с холодной продолжительной зимой и коротким жарким летом. Самый теплый месяц — июль со средней температурой +20 °С, абсолютный максимум до +39 °С. Продолжительность безморозного периода 115 дней, вегетационного — 150 дней. Зимой самый холодный месяц — январь со средней температурой до −20 °С. Среднегодовое количество осадков 500 мм. Снежный покров устанавливается в конце первой — начале второй декады ноября, держится около 5 месяцев. Высота снежного покрова до 150 см. Относительная влажность воздуха колеблется от 42 до 57 %.

## История
Основано в 1895 году, когда на реке Сизая крестьянами была поставлена мельница. В середине 1930-х годов село стало базой золотодобычи, число жителей увеличилось. В 1935 году построена собственная школа. В 1949 году приисковое управление «Золотопробснаба» было закрыто. Вместо него в селе открылся Верхне-Енисейский леспромхоз. Со строительством Саяно-Шушенской и Майнской ГЭС, через село проложена современная автомобильная трасса.

## Население
| 2010 |
| ---- |
| 1717 |

### Национальный состав
Согласно результатам переписи 2002 года, в национальной структуре населения русские составляли 96 % из 1883 чел.

## Улицы
| - ул. Баумана, - ул. Береговая, - ул. Енисейская, - пер. Зелёный, - ул. Ленина, | - пер. Лесной, - ул. Московская, - ул. Нагорная, - ул. Никитина, - ул. Новая, | - ул. Песочная, - ул. Солнечная, - ул. Таёжная, - ул. Шахматная, - ул. Щетинкина. |

## Инфраструктура
В селе функционируют амбулатория, стационар, школа, детский сад «Солнышко».